# جرف المولد (السدة)

تعديل مصدري - تعديل

جرف المولد هي إحدى قرى عزلة التويتي بمديرية السدة التابعة لمحافظة إب، بلغ تعداد سكانها 351 نسمة حسب تعداد اليمن لعام 2004.